# ذي حافظ وجشمان (مذيخرة)

تعديل مصدري - تعديل

ذي حافظ وجشمان هي إحدى قرى عزلة الجوالح بمديرية مذيخرة التابعة لمحافظة إب، بلغ تعداد سكانها 1688 نسمة حسب تعداد اليمن لعام 2004.